# Louise Fors
Louise Anneli Fors, född 23 oktober 1989 i Stockholm, är en svensk före detta fotbollsspelare.

## Karriär
Fors debuterade i damallsvenskan med Hammarby som 14-åring och gjorde 101 matcher och 19 mål i den svenska högsta serien mellan 2004 och 2009. Debuten i landslaget ägde rum mot Rumänien den 27 september 2008. 
Efter en säsong i Australien 2012 återvände Fors till Europa för spel i ett nysatsande Liverpool Ladies FC. Trots stor succé och en förstaplats med klubben före landslagsuppehållet så lyckades Fors inte ta en plats i landslaget som spelade EM på hemmaplan 2013.
Under 2014 spelade hon återigen i Sverige efter att ha lånats ut till Älta IF i Elitettan. Den 30 juni 2014 meddelade hon att hon avslutade sin karriär.